# Edward C. Stone
Edward Carroll Stone (23. ledna 1936 Knoxville, Iowa, USA – 9. června 2024) byl americký vědec, astrofyzik, profesor fyziky na Kalifornském technologickém institutu a bývalý ředitel laboratoří Jet Propulsion Laboratory (JPL) při Národním úřadu pro letectví a kosmonautiku
Jako vědecký pracovník se účastnil od roku 1972 projektu mise bezpilotních sond Voyager 1 a Voyager 2, které zkoumaly vnější sluneční soustavu a poté do se vydaly do mezihvězdného prostoru. Také byl hlavním mluvčím vědeckého týmu Voyager. Díky tomuto projektu se stal v roce 1980 známý pro veřejnost. Od té doby byl hlavním výzkumným pracovníkem na devíti vesmírných misích NASA.

## Životopis
Narodil se v Knoxville ve státě Iowa. Po získání vysokoškolského vzdělání na Burlington Junior College navštěvoval Chicagskou univerzitu, kde získal tituly M.S. a Ph.D. ve fyzice. Kariéru astrofyzika započal v roce 1961 prvními studiemi kosmického záření v programu Discoverer. V roce 1976 byl jmenován profesorem fyziky a od roku 1983 do roku 1988 byl předsedou oddělení fyziky, matematiky a astronomie. Byl profesorem fyziky v astrolaboratořích Davida Morrisroe a místopředseda představenstva pro teleskop Thirty Meter Telescope na Mauna Kea Observatories. Od roku 1991 do roku 2001 byl ředitelem Jet Propulsion Laboratory v Pasadeně v Kalifornii. Během svého funkčního období se uskutečnily dva úspěšné projekty bezpilotních robotů na planetu Mars. Prvním byl Mars Pathfinder s poté Sojourner. Za jeho působení v úřadu ředitele JPL se uskutečnily i mise Mars Global Surveyor, Deep Space 1, TOPEX/Poseidon, Scatterometer, a startů Cassini, Stardust a Mars Odyssey.

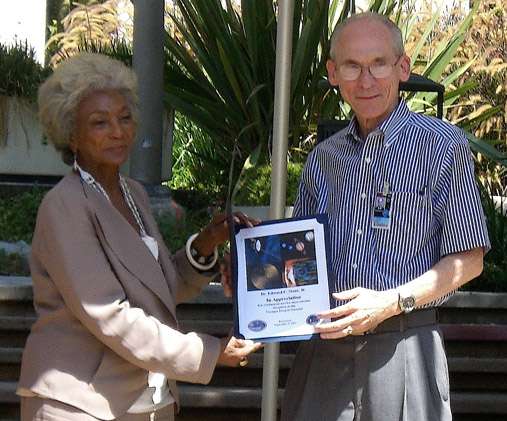
Edward Stone získává ocenění od Nichelle Nicholsové k 30. výročí vypuštění sondy Voyager (2007)

## Ocenění
- Cena Philipa J. Klasse za celoživotní dílo (2007)
- člen Národní akademie věd Spojených států amerických
- Cena Carla Sagana (1999)
- Národní vyznamenání za vědu (1991)
- Magellanic Premium (1992)
- NASA Distinguished Public Service Medal (2013)
- Howard Hughes Memorial Award (2014)